# Toon Weijters
Antonius Cornelis Maria (Toon) Weijers (Tilburg, 6 oktober 1913 – Leidschendam, 9 april 1976) was een Nederlands vakbondsbestuurder en politicus van de Katholieke Volkspartij (KVP). Hij was onder andere lid van de gemeenteraad van Den Haag en lid van de Tweede Kamer der Staten-Generaal.

## Loopbaan
Weijters kwam als ambtenaar in dienst van de PTT en werd actief in de Katholieke Bond van Overheidspersoneel (KABO), waar hij van 1952 tot zijn overlijden in 1976 voorzitter van was. Tevens werd hij ook actief in de politiek namens de Katholieke Volkspartij, eerst als lid van de gemeenteraad van Den Haag in 1953 en vanaf 1956 als lid van de Tweede Kamer der Staten Generaal. In de Tweede Kamer had hij ambtenarenzaken en pensioenwetgeving als zijn specialismen en gold hij als een groot kenner van het arbeidsrecht van ambtenaren. In de Tweede Kamer was hij erg actief, zo was hij voorzitter van de vaste commissie voor Sociale Zaken, vicefractievoorzitter en ondervoorzitter van de Tweede Kamer.